# راتكو رادوفانوفيتش
راتكو رادوفانوفيتش (بالسيريلية الصربية: Ратко Радовановић) مواليد 16 أكتوبر 1956 في جمهورية البوسنة والهرسك الاشتراكية، هو لاعب كرة سلة صربي سابق. بدأ مسيرته الاحترافية في سنة 1977. مثّل منتخب بلاده. شارك في دورة الألعاب الأولمبية الصيفية سنة 1980. اعتزل اللعب في 1990. لعب مع نادي بوسنا رويال لكرة السلة ورير فينيزيا مستري.

## سجل المنافسة
شارك في المنافسات التالية:
- بطولة أمم أوروبا لكرة السلة 1977
- بطولة أمم أوروبا لكرة السلة 1979
- بطولة أمم أوروبا لكرة السلة 1981
- بطولة أمم أوروبا لكرة السلة 1987
- الألعاب الأولمبية الصيفية 1980
- الألعاب الأولمبية الصيفية 1984

## الميداليات
| الميدالية | المسابقة                       |
| --------- | ------------------------------ |
| ذهبية     | الألعاب الأولمبية الصيفية 1980 |
| برونزية   | الألعاب الأولمبية الصيفية 1984 |

## روابط خارجية
- راتكو رادوفانوفيتش على موقع الاتحاد الدولي لكرة السلة (الإنجليزية)
- راتكو رادوفانوفيتش على موقع ريلجم (الإنجليزية)
- راتكو رادوفانوفيتش على موقع بروبوليرز (الإنجليزية)
- راتكو رادوفانوفيتش على موقع سبورتس رفرنس (الإنجليزية)
- راتكو رادوفانوفيتش على موقع أوليمبيديا (الإنجليزية)